# Rajnovci
Rajnovci su naseljeno mjesto u gradu Bihaću, Federacija Bosne i Hercegovine, BiH.
Nalazi se pored desne obale Une, kod Orašca.

## Stanovništvo

### 1991.
Nacionalni sastav stanovništva 1991. godine, bio je sljedeći:
ukupno: 216
- Srbi - 205
- Jugoslaveni - 9
- ostali, neopredijeljeni i nepoznato - 2

### 2013.
Nacionalni sastav stanovništva 2013. godine, bio je sljedeći:
ukupno: 22
- Bošnjaci - 20
- ostali, neopredijeljeni i nepoznato - 2

## Vanjske poveznice
- Satelitska snimka  Arhivirana inačica izvorne stranice od 10. kolovoza 2020. (Wayback Machine)